# Wicked Sensation
| Recensione | Giudizio |
| ---------- | -------- |
| AllMusic   |          |

Wicked Sensation è il primo album in studio del gruppo musicale statunitense Lynch Mob, pubblicato nell'ottobre del 1990 dalla Elektra Records.

## Il disco
L'album risente della vena heavy metal del chitarrista George Lynch e presenta un suono molto più grezzo e tagliente rispetto ai precedenti lavori molto più melodici dei Dokken. Il disco ottenne discreto successo e raggiunse la 46ª posizione nelle classifiche.

## Tracce
1. Wicked Sensation – 4:40 (Oni Logan, George Lynch)
2. River of Love – 4:22 (Logan, Lynch, Anthony Esposito, Max Norman)
3. Sweet Sister Mercy – 3:40 (Logan, Lynch)
4. All I Want – 5:03 (Logan, Lynch, Esposito, Mick Brown)
5. Hell Child – 4:49 (Logan, Lynch)
6. She's Evil But She's Mine – 5:09 (Logan, Lynch)
7. Dance of the Dogs – 3:45 (Logan, Lynch, Esposito, Brown)
8. Rain – 4:52 (Logan, Lynch)
9. No Bed of Roses – 4:20 (Logan, Lynch, Norman)
10. Through These Eyes – 5:15 (Logan, Lynch, Esposito)
11. For a Million Years – 6:17 (Logan, Lynch)
12. Street Fightin' Man – 4:48 (Logan, Lynch, Esposito)

## Formazione
- Oni Logan – voce, armonica
- George Lynch – chitarra
- Anthony Esposito – basso
- Mick Brown – batteria, cori